# Macrophiothrix propinqua
Macrophiothrix propinqua är en ormstjärneart som först beskrevs av George Richard Lyman 1861.  Macrophiothrix propinqua ingår i släktet Macrophiothrix och familjen Ophiothrichidae. Inga underarter finns listade i Catalogue of Life.